# Abraham Jefferson Seay

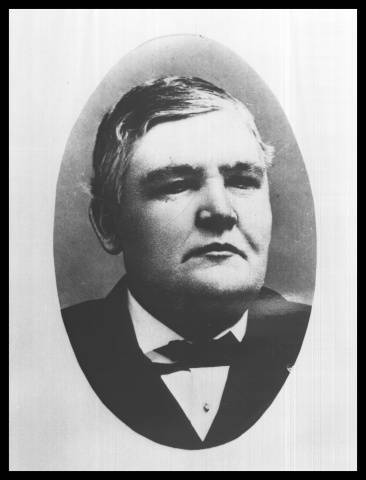
Abraham Jefferson Seay

Abraham Jefferson Seay (* 28. November 1832 in Amherst, Amherst County, Virginia; † 12. Dezember 1915 in Long Beach, Kalifornien) war ein US-amerikanischer Richter und Gouverneur des Oklahoma-Territoriums.

## Leben
A.J. Seay war der älteste Sohn von Cam und Lucy J. Seay. Die Familie zog 1836 nach Missouri, wo Seay zuerst öffentliche Schulen und später die Steelville Academy besuchte. Seine erste Arbeit war die mit Pickel und Schaufel beim Bau der Missouri Pacific Railroad. Später unterrichtete er in Schulen und beschäftigte sich mit Recht und Gesetzesbüchern.
1861 nahm Seay am Sezessionskrieg Teil und kämpfte für die Armee der Nordstaaten. Dort war er bei Kriegsende Oberst und trat danach der Republikanischen Partei bei. Aus Dankbarkeit für seine offensichtlich loyale Parteiarbeit bestimmte man ihn zum Beisitzer am höchsten Gericht des Oklahomateretorium und als Bezirksrichter des Third District.
Seay zog regelmäßig durch den Bezirk und hielt Gericht ab. Sein Gebiet, das riesig und wenig organisiert war, erstreckte sich vom 98. bis 100. Meridian und von Kansas bis Texas.
Nach seiner Amtszeit als Gouverneur des Oklahoma-Territoriums blieb der alleinlebende Mann in Kingfisher und investierte in viele unterschiedliche Geschäftsfelder. Weiterhin war er als engagierter Republikaner und Wahlkampfhelfer in seinem ehemaligen Richterbezirk tätig. Nach einem Unfall 1903 plagten ihn viele Leiden und er verbrachte seinen Lebensabend mit medizinischer Betreuung in Long Beach (Kalifornien).

## Politisches Wirken
1892 wurde er Gouverneur und förderte aktiv die lokale Wirtschaft. Im Speziellen engagierte er sich für die Besiedelung Oklahomas und beaufsichtigte die Öffnung der bisher geschützten Indianergebiete. Er wurde für seine Fürsorge gegenüber Afroamerikanern kritisiert. So forderte er zum Beispiel zwar weiterhin nach weiß und schwarz getrennte Schulen, allerdings mit der gleichen qualifizierte Ausbildung, die auch den Weißen zuteilwurde.